# انریکو روجری
انریکو روجری (به انگلیسی: Enrico Ruggeri) (زاده ۵ ژوئن ۱۹۵۷) خواننده ایتالیایی است.
او نماینده ایتالیا در مسابقه آواز یوروویژن ۱۹۹۳ بود.
از فیلم‌ها یا مجموعه‌های تلویزیونی که وی در آن‌ها نقش داشته است، می‌توان به برداشت نخست خوب اشاره نمود.